# Seznam zámků v Plzeňském kraji
Seznam zámků v Plzeňském kraji. Jedná se o seznam dosud stojících zámků v Plzeňském kraji:
| Zámek                        | Obrázek | Okres       | Památková ochrana | Lokace                                                            | Sloh                    |
| ---------------------------- | ------- | ----------- | ----------------- | ----------------------------------------------------------------- | ----------------------- |
| Alfrédov                     |         | Tachov      | 20195/4-4679      | Kostelec 42                                                       |                         |
| Annaburg                     |         | Domažlice   | 103777            | v bývalé Horšovské oboře                                          | baroko                  |
| Běhařov                      |         | Klatovy     | 18455/4-2731      | Běhařov 1                                                         | baroko                  |
| Bělá nad Radbuzou            |         | Domažlice   | 10960/4-5041      | Dlouhá 66                                                         | renesance               |
| Běšiny                       |         | Domažlice   |                   | Běšiny 16                                                         |                         |
| Bezděkov                     |         | Klatovy     | 15875/4-2742      | Bezděkov 1                                                        | novogotika              |
| Bezdružice                   |         | Tachov      | 18091/4-1692      | Náměstí Kryštofa Haranta 1                                        | klasicismus             |
| Blížejov                     |         | Domažlice   |                   | Blížejov 1                                                        | baroko                  |
| Blovice                      |         | Plzeň-jih   | 45300/4-249       | Hradiště 1                                                        | novogotika              |
| Bor u Tachova                |         | Tachov      | 18612/4-1703      | Plzeňská 259                                                      | novogotika              |
| Březina                      |         | Rokycany    | 17789/4-2438      | Březina 34                                                        | empír                   |
| Bukovec                      |         | Plzeň-jih   | 46990/4-2046      | Bukovec 1                                                         | baroko                  |
| Bušovice                     |         | Rokycany    | 18523/4-3779      | Bušovice 1                                                        | baroko                  |
| Bystřice nad Úhlavou         |         | Klatovy     | 35868/4-2800      | Bystřice nad Úhlavou 1                                            | novogotika              |
| Cebiv                        |         | Tachov      | 17759/4-1718      | Cebiv 1                                                           | baroko                  |
| Čachrov                      |         | Klatovy     | 20419/4-2805      | Čachrov 1                                                         | renesance               |
| Částkov                      |         | Tachov      | 11226/4-5066      | Částkov 1                                                         | baroko                  |
| Čečovice                     |         | Plzeň-jih   | 31104/4-2049      | Čečovice 1                                                        | baroko                  |
| Čeminy                       |         | Plzeň-sever | 36517/4-1167      | Čeminy 6                                                          | empír                   |
| Černá Hať                    |         | Plzeň-sever | 22183/4-1437      | Černá Hať 29                                                      | baroko                  |
| Červené Poříčí               |         | Klatovy     | 17833/4-2817      | Červené Poříčí 1                                                  | saská renesance         |
| Daňkov                       |         | Tachov      | 21919/4-1823      | Okrouhlé Hradiště 32                                              |                         |
| Defurovy Lažany              |         | Klatovy     | 27919/4-2828      | Defurovy Lažany 1                                                 | baroko                  |
| Diana                        |         | Tachov      | 41888/4-1887      | Diana 1                                                           | baroko                  |
| Dianin Dvůr                  |         | Domažlice   | 29252/4-5179      | v zaniklé osadě Dianin Dvůr, nedaleko bavorského města Schwarzach | baroko                  |
| Dolejší Krušec               |         | Klatovy     | 46935/4-2884      | Dolejší Krušec 2                                                  | baroko                  |
| Dolejší Těšov                |         | Klatovy     | 38767/4-2888      | Dolejší Těšov 1                                                   | baroko                  |
| Dolní Lukavice               |         | Plzeň-jih   | 26475/4-272       | Dolní Lukavice 1                                                  | baroko                  |
| Dožice                       |         | Plzeň-jih   |                   | Dožice 1                                                          | baroko                  |
| Hlavňovice                   |         | Klatovy     | 24095/4-2901      | Hlavňovice 1                                                      | baroko                  |
| Hochperk                     |         | Rokycany    |                   | Kříše 59                                                          | klasicismus             |
| Horažďovice                  |         | Klatovy     | 46949/4-2911      | Mírové náměstí 11                                                 | baroko                  |
| Horšovský Týn                |         | Domažlice   | 18965/4-2075      | Náměstí Republiky 1                                               | renesance               |
| Horšovský Týn (Vdovský dům)  |         | Domažlice   | 18965/4-2075      | Zámecký park 22                                                   | klasicismus             |
| Hořákov                      |         | Klatovy     | 104064            | Hořákov 5                                                         |                         |
| Hostouň                      |         | Domažlice   |                   | Osvobození 142                                                    |                         |
| Hrádek u Sušice              |         | Klatovy     | 37512/4-2962      | Hrádek 1                                                          | renesance a klasicismus |
| Hradiště (okres Klatovy)     |         | Klatovy     | 39112/4-2776      | Hradiště 1                                                        | baroko                  |
| Hřešihlavy                   |         | Rokycany    | 35911/4-2482      | Hřešihlavy 1                                                      | baroko                  |
| Chamutice                    |         | Klatovy     |                   | Chamutice 1                                                       |                         |
| Chanovice                    |         | Klatovy     | 47255/4-2974      | Chanovice 1                                                       | baroko                  |
| Chlum                        |         | Klatovy     | 19046/4-2889      | Chlum 1                                                           | klasicismus             |
| Chocenice (nový zámek)       |         | Plzeň-jih   | 17680/4-301       | Chocenice 1                                                       | klasicismus             |
| Chocenice (starý zámek)      |         | Plzeň-jih   | 47169/4-303       | Chocenice 92                                                      |                         |
| Chocomyšl                    |         | Domažlice   |                   | Chocomyšl 1                                                       | baroko                  |
| Chodová Planá (nový zámek)   |         | Tachov      | 26199/4-1749      | Pohraniční stráže 196                                             | novobaroko              |
| Chodová Planá (starý zámek)  |         | Tachov      |                   | Pohraniční stráže 1                                               |                         |
| Chotiměř                     |         | Domažlice   |                   | Chotiměř 34                                                       | novorenesance           |
| Chříč                        |         | Plzeň-sever | 37960/4-1263      | Chříč 1                                                           | baroko                  |
| Chudenice                    |         | Klatovy     | 34545/4-2985      | U Černínského zámku 1                                             |                         |
| Jánský zámeček               |         | Tachov      | 34304/4-1979      | Broumov 1                                                         | klasicismus             |
| Ježovy                       |         | Klatovy     | 19444/4-3007      | Ježovy 1                                                          | baroko                  |
| Jindřichovice (nový zámek)   |         | Klatovy     | 14868/4-3009      | Jindřichovice 1                                                   | klasicismus             |
| Jindřichovice (starý zámek)  |         | Klatovy     | 14868/4-3009      | Jindřichovice 24                                                  |                         |
| Jiřičná                      |         | Klatovy     |                   | Jiřičná 1                                                         |                         |
| Kaceřov                      |         | Plzeň-sever | 11239/4-1291      | Kaceřov 1                                                         | renesance               |
| Kamýk                        |         | Rokycany    | 21363/4-2552      | na vrchu Kamýk nad židovským hřbitovem                            | baroko                  |
| Kanice                       |         | Domažlice   | 33446/4-2103      | Kanice 1                                                          | baroko                  |
| Karlov                       |         | Klatovy     | 105040            | Dobrá Voda 11                                                     | romantismus             |
| Klenová                      |         | Klatovy     | 22186/4-3045      | Klenová 1                                                         | novogotika              |
| Kněžice                      |         | Klatovy     |                   | Petrovice u Sušice 1                                              | secese                  |
| Kojšice                      |         | Klatovy     |                   | Kojšice 1                                                         | novoromantismus         |
| Kolinec                      |         | Klatovy     |                   | Kolinec 1                                                         |                         |
| Kořen (nový zámek)           |         | Tachov      |                   | Kořen 60                                                          | novoklasicismus         |
| Kořen (starý zámek)          |         | Tachov      |                   | Kořen ev.č. 15                                                    |                         |
| Kozel                        |         | Plzeň-město | 30548/4-489       | Šťáhlavy 67                                                       | klasicismus             |
| Krukanice                    |         | Plzeň-sever | 41534/4-1499      | Krukanice 28                                                      | baroko                  |
| Křemelák                     |         | Rokycany    |                   | Břasy 350                                                         |                         |
| Křimice                      |         | Plzeň-město | 38126/4-1349      | Zámecké náměstí 1/1                                               | empír                   |
| Kundratice                   |         | Klatovy     | 35302/4-2892      | Kundratice 1                                                      | empír                   |
| Lázeň                        |         | Klatovy     | 29593/4-2986      | Lázeň 60, Chudenice                                               | empír                   |
| Lesná                        |         | Tachov      | 44340/4-4734      | Lesná 1                                                           | baroko                  |
| Lhotka                       |         | Tachov      | 103765            | naproti areálu truhlářské firmy                                   | baroko                  |
| Liblín                       |         | Rokycany    | 16091/4-2519      | Liblín 1                                                          | klasicismus             |
| Lipová Lhota                 |         | Klatovy     |                   | Lipová Lhota 1                                                    |                         |
| Líšťany                      |         | Plzeň-sever | 37732/4-1368      | Líšťany 1                                                         | baroko                  |
| Loreta                       |         | Klatovy     |                   | Loreta 1                                                          | baroko                  |
| Loučová                      |         | Klatovy     |                   | za budovou čp. 2                                                  | baroko                  |
| Lovčice                      |         | Klatovy     | 46195/4-3106      | Lovčice 1                                                         | baroko                  |
| Luhov                        |         | Plzeň-sever | 25936/4-1384      | Luhov 1                                                           | baroko                  |
| Lužany                       |         | Plzeň-jih   | 38394/4-359       | Lužany 1                                                          | novorenesance           |
| Mačice                       |         | Klatovy     | 19758/4-2799      | Mačice 1                                                          | baroko                  |
| Malesice                     |         | Plzeň-město | 29351/4-1388      | Malesická náves 1/2                                               | baroko                  |
| Malonice                     |         | Klatovy     |                   | Malonice 1                                                        |                         |
| Manětín                      |         | Plzeň-sever | 36011/4-1392      | Manětín 1                                                         | baroko                  |
| Měčín                        |         | Klatovy     | 46320/4-3126      | Zámecká 1                                                         |                         |
| Měcholupy                    |         | Plzeň-jih   | 20605/4-3133      | Měcholupy 1                                                       | baroko                  |
| Merklín                      |         | Plzeň-jih   | 26170/4-361       | U Zámku 1                                                         | klasicismus             |
| Mirošov                      |         | Rokycany    | 25752/4-2530      | Náměstí Míru 1                                                    | baroko                  |
| Mlázovy                      |         | Klatovy     | 16787/4-3139      | Mlázovy 1                                                         | baroko                  |
| Mochtín                      |         | Klatovy     |                   | Mochtín 25                                                        |                         |
| Mokrosuky                    |         | Klatovy     | 14069/4-3146      | Mokrosuky 1                                                       | renesance               |
| Mutěnín                      |         | Domažlice   |                   | Mutěnín 1                                                         |                         |
| Nahošice                     |         | Domažlice   |                   | Nahošice 1                                                        | novorenesance           |
| Nalžovy                      |         | Klatovy     | 32804/4-3153      | Nalžovy 1                                                         | empír                   |
| Nebílovy                     |         | Plzeň-jih   | 21332/4-374       | Nebílovy 1                                                        | baroko                  |
| Nečtiny                      |         | Plzeň-sever | 35001/4-1453      | Hrad Nečtiny 1                                                    | novogotika              |
| Nedražice                    |         | Tachov      | 14899/4-1789      | Nedražice 1                                                       | baroko                  |
| Nekmíř                       |         | Plzeň-sever | 25169/4-1463      | Nekmíř 1                                                          | baroko                  |
| Nemilkov                     |         | Klatovy     | 46683/4-3167      | Nemilkov 1                                                        |                         |
| Nepomuk (Zelenohorská pošta) |         | Plzeň-jih   |                   | Zelenohorská 76                                                   | eklekticismus           |
| Nové Sedliště                |         | Tachov      | 24460/4-1903      | Nové Sedliště 1                                                   | baroko                  |
| Nový Čestín                  |         | Klatovy     | 19704/4-3047      | Nový Čestín 1                                                     | novogotika              |
| Nový Dvůr                    |         | Plzeň-sever | 12554/4-4892      | vedle domu čp. 2                                                  | klasicismus             |
| Nový Haimhausen              |         | Plzeň-sever |                   | Broumov 60                                                        | romantismus             |
| Obytce                       |         | Klatovy     | 38277/4-3192      | Obytce 1                                                          | baroko                  |
| Osek                         |         | Rokycany    | 40463/4-2551      | Osek 1                                                            | baroko                  |
| Oselce                       |         | Plzeň-jih   | 17401/4-411       | Oselce 1                                                          | baroko                  |
| Ostrůvek                     |         | Tachov      |                   | Stará Knížecí Huť 5                                               |                         |
| Osvračín                     |         | Domažlice   | 12422/4-4820      | Osvračín 1                                                        | novogotika              |
| Ošelín                       |         | Tachov      |                   | Ošelín 1                                                          | baroko                  |
| Otín                         |         | Klatovy     | 27042/4-3209      | Otín 1                                                            | empír                   |
| Palvínov                     |         | Klatovy     |                   | Palvínov 66                                                       |                         |
| Pivoň                        |         | Domažlice   | 20767/4-2149      | Pivoň 1                                                           |                         |
| Planá                        |         | Tachov      | 45205/4-1837      | Zámecká 248                                                       | klasicismus             |
| Plánice                      |         | Klatovy     | 17849/4-3230      | Plánice 181                                                       | baroko                  |
| Pňovany                      |         | Plzeň-sever | 20978/4-1530      | Pňovany 1                                                         | baroko                  |
| Poběžovice                   |         | Domažlice   | 39815/4-2177      | Šandova 1                                                         | baroko                  |
| Podhůří                      |         | Plzeň-jih   | 23614/4-414       | Podhůří 1                                                         |                         |
| Podmokly (okres Klatovy)     |         | Klatovy     |                   | Podmokly 65                                                       |                         |
| Podmokly (okres Rokycany)    |         | Rokycany    | 103828            | Podmokly 3                                                        |                         |
| Podolí                       |         | Klatovy     |                   | Podolí 1                                                          |                         |
| Prašný Újezd                 |         | Rokycany    | 101433            | Prašný Újezd 1                                                    | klasicismus             |
| Prostiboř                    |         | Tachov      | 27183/4-1880      | nad vsí Kopec                                                     | baroko                  |
| Přestavlky                   |         | Plzeň-jih   | 20055/4-261       | vedle domů čp. 27 a 28                                            | baroko                  |
| Příchovice                   |         | Plzeň-jih   | 28223/4-431       | Příchovice 1                                                      | baroko                  |
| Přívozec                     |         | Domažlice   |                   | Přívozec 1                                                        | baroko                  |
| Ptenín                       |         | Plzeň-jih   | 22636/4-435       | Ptenín 1                                                          | baroko                  |
| Rabštejn nad Střelou         |         | Plzeň-sever | 30582/4-1546      | Rabštejn nad Střelou 1                                            | baroko                  |
| Radčice                      |         | Plzeň-město |                   | Pod Vinicemi 889/82, Plzeň                                        | novogotika              |
| Radnice                      |         | Rokycany    |                   | Náměstí Kašpara Šternberka 1                                      |                         |
| Rochlov                      |         | Plzeň-sever | 32128/4-1567      | Rochlov 1                                                         | baroko                  |
| Slavice                      |         | Tachov      | 44347/4-4722      | Slavice 1                                                         |                         |
| Spálené Poříčí               |         | Plzeň-jih   | 28867/4-448       | Zámecká 1                                                         | renesance               |
| Starý Smolivec               |         | Plzeň-jih   |                   | Starý Smolivec 1                                                  |                         |
| Svatovítský zámek            |         | Tachov      | 40853/4-1980      | Broumov 30                                                        | baroko                  |
| Světce                       |         | Tachov      | 24666/4-1684      | Světce 1                                                          | romantismus             |
| Svinná                       |         | Rokycany    | 14904/4-2474      | Svinná 1                                                          | klasicismus             |
| Svojšín                      |         | Tachov      | 40608/4-1951      | Svojšín 1                                                         | baroko                  |
| Štěnovice                    |         | Plzeň-jih   | 41953/4-3583      | Plzeňská 1                                                        | baroko                  |
| Šťáhlavy                     |         | Plzeň-město | 31042/4-486       | Náves Republiky 1                                                 | baroko                  |
| Tachov                       |         | Tachov      | 37971/4-1658      | Rokycanova 1                                                      | klasicismus             |
| Terešov                      |         | Rokycany    |                   | Terešov 1                                                         |                         |
| Tetětice                     |         | Klatovy     | 21750/4-3442      | Tetětice 1                                                        | baroko                  |
| Trhanov                      |         | Domažlice   | 25217/4-2238      | Trhanov 1                                                         | baroko                  |
| Trpísty                      |         | Tachov      | 15034/4-1963      | Trpísty 1                                                         | klasicismus             |
| Tři Trubky                   |         | Rokycany    | 105459            | Strašice 700                                                      | romantismus             |
| Týnec (nový zámek)           |         | Klatovy     | 13809/4-3453      | Týnec 1                                                           | baroko                  |
| Týnec (starý zámek)          |         | Klatovy     | 100809            | Týnec 2                                                           | baroko                  |
| Ujčín                        |         | Klatovy     | 46209/4-3069      | Ujčín 1                                                           | baroko                  |
| Újezd                        |         | Plzeň-jih   | 23051/4-271       | Újezd 20                                                          | baroko                  |
| Újezd nade Mží               |         | Plzeň-sever | 26319/4-1595      | Újezd nade Mží 1                                                  | klasicismus             |
| Újezdec                      |         | Klatovy     |                   | Újezdec 14                                                        |                         |
| Úlice                        |         | Plzeň-sever | 18936/4-1597      | Úlice 1                                                           | baroko                  |
| Velké Dvorce                 |         | Tachov      | 39955/4-1972      | Velké Dvorce 1                                                    | novobaroko              |
| Veselí nad Úhlavou           |         | Klatovy     | 103379            | Veselí 2                                                          | novogotika              |
| Volšovy                      |         | Klatovy     | 21389/4-3405      | Volšovy 1                                                         | baroko                  |
| Walddorf                     |         | Domažlice   |                   | v zaniklé osadě mezi Železnou a Pleší                             |                         |
| Záluží                       |         | Klatovy     |                   | Pohorsko 63                                                       |                         |
| Zbiroh                       |         | Rokycany    | 24327/4-2627      | Zámek 1                                                           | novorenesance           |
| Zelená hora                  |         | Plzeň-jih   | 19115/4-336       | Klášter 1                                                         | baroko                  |
| Zvíkovec                     |         | Rokycany    | 42274/4-2642      | Zvíkovec 1                                                        | klasicismus             |
| Ždánov                       |         | Domažlice   | 25831/4-2266      | Ždánov 1                                                          | baroko                  |
| Železná Ruda                 |         | Klatovy     | 44235/4-4567      | Klostermannovo náměstí 1                                          |                         |
| Žihle                        |         | Plzeň-sever | 21165/4-1649      | Žihle 48                                                          | renesance               |
| Žihobce                      |         | Klatovy     | 26552/4-3525      | Žihobce 9                                                         | baroko                  |
| Žichovice                    |         | Klatovy     | 25321/4-3526      | Žichovice 1                                                       | renesance               |
| Žikov                        |         | Klatovy     | 38072/4-3415      | Žikov 1                                                           | baroko                  |
| Žinkovy                      |         | Plzeň-jih   | 44947/4-534       | Žinkovy 36                                                        | novorenesance           |
| Životice                     |         | Plzeň-jih   | 23116/4-540       | Životice 1                                                        | baroko                  |